# Église Saint-Symphorien d'Anché
Pour les articles homonymes, voir Église Saint-Symphorien.
L'église Saint-Symphorien d'Anché est une église paroissiale affectée au culte catholique dans la commune française d'Anché, dans le département d'Indre-et-Loire.
Construit au XIIIe siècle mais remanié aux XVe et XVIe siècles, l'édifice est inscrit comme monument historique en 1926.

## Localisation
L'église est construite à la limite nord du bourg d'Anché. En raison des contraintes topographiques, son orientation respecte les lignes de pente et son chœur est tourné vers le sud-est. La proximité de la Vienne soumet l'édifice à un risque important d'inondations.

## Histoire
Bien que les premières sources écrites remontent au XIIe siècle, les parties les plus anciennes de l'église datent de la fin du XIIe ou du début du XIIIe siècle (façade et premières travées de la nef). Le reste de la nef, une chapelle latérale et le chœur sont reconstruits au XVe siècle, sans doute après un effondrement. Le clocher date du XVIe siècle et le porche protégeant l'entrée sans doute du début du XIXe siècle. D'importants travaux ont lieu en 1866 : la sacristie est reconstruite et le sol de l'église est rehaussé de 0,60 m pour le mettre hors d'atteinte des inondations.

## Description

### Architecture

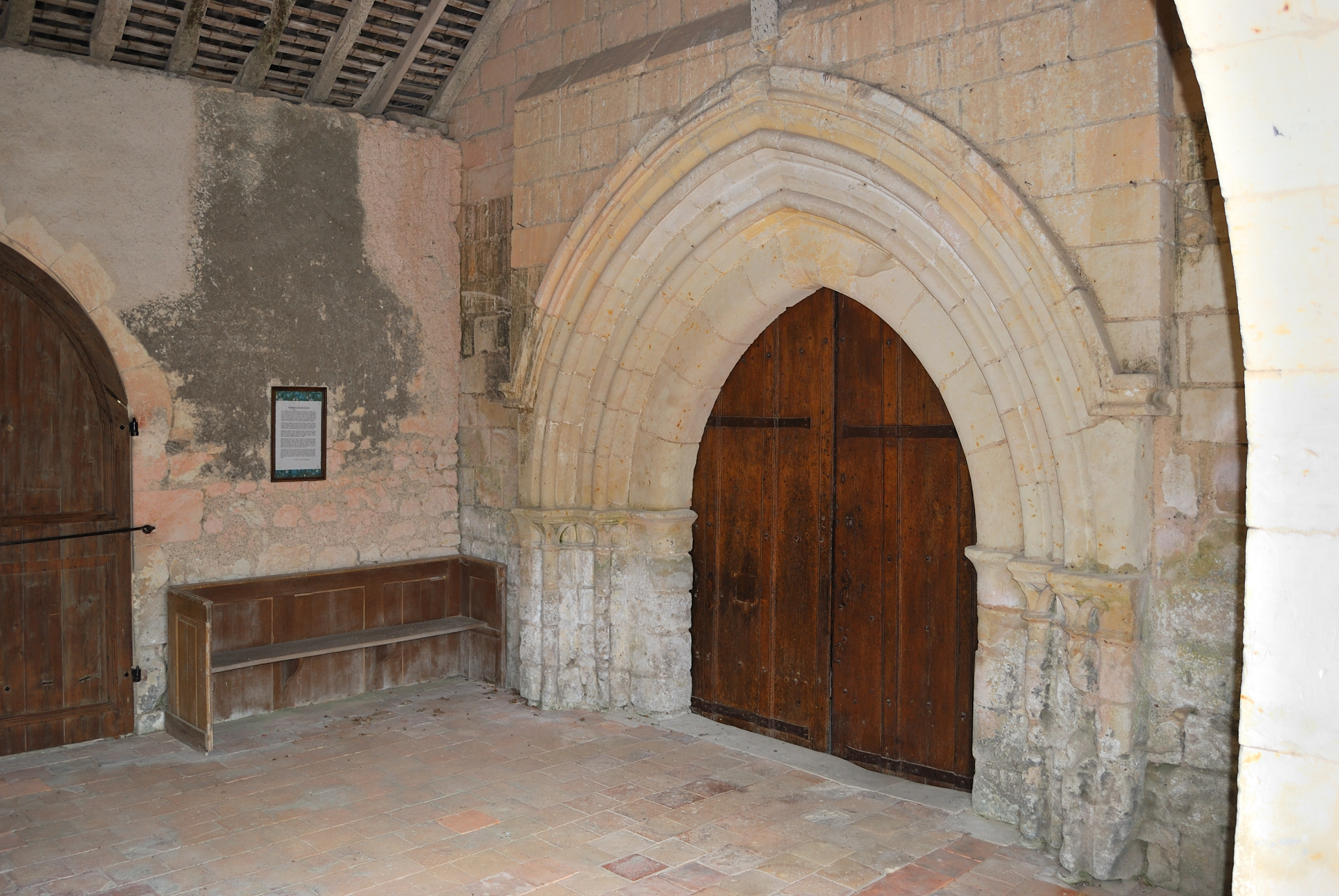
Portail d'entrée.

L'église se compose d'une nef à vaisseau unique comportant trois travées ; l'entrée, en façade, est protégée par un porche et le clocher se greffe au sud de la deuxième travée de la nef. La nef se prolonge par le chœur terminé par un chevet plat ; une chapelle s'ouvre dans le mur nord du chœur.
Le porche, couvert en charpente, protège la porte dont l'arc est en tiers-point. Les deux premières travées de la nef sont couvertes de voûtes du style gothique de l'Ouest ; leurs murs sont percés de cinq enfeus, quatre au nord et un au sud ; au sud de la deuxième travée, sous le clocher, s'ouvre une petite chapelle. La travée suivante est voûtée en croisée d'ogives. Chacune des trois travées est percée de hautes baies dont la partie basse est murée, sauf pour l'une d'elles. Des contreforts flanquent les angles de la façade et la séparation entre chaque travée de la nef.
Le chœur est éclairé par une vaste baie de style gothique flamboyant.Il donne, au nord, dans la chapelle seigneuriale voûtée sur croisée d'ogives.
Le clocher sur plan carré est épaulé par des contreforts dans ses angles. Le beffroi, ouvert d'une baie sur chaque face, se termine par une flèche en pierre de plan octogonal.

### Décor et mobilier
De nombreux éléments du mobilier de l'église sont protégés au titre des monuments historiques. Il s'agit d'un haut-relief représentant un évêque, d'un ensemble composé des fonts baptismaux et du bénitier, du maître-autel et du retable qui le surmonte, de plusieurs statues, plusieurs tableaux et de deux autels secondaires.

## Pour en savoir plus